# Leksviks kommun
Leksviks kommun (norska: Leksvik kommune) var en tidigare kommun i dåvarande Nord-Trøndelag fylke i mellersta Norge. Hela kommunen hade cirka 3 500 invånare, varav cirka 1 000 invånare i centralorten Leksvik och cirka 700 invånare i Vanvikan som var den näst största orten i kommunen.
Från att tidigare ha varit ett bondesamhälle har Leksvik förändrats till ett industrisamhälle. Dominerande tillverkningsindustri är armatur, hotellkassaskåp och övrig småindustri. Närheten till Trondheim och bra kommunikationer har gjort att många valt att bo kvar i Leksvik men arbeta i Trondheim. Sevärdheter i Leksvik är kyrkan, Grande lanthandelsmuseum, utsiktsberget Våttahaugen. Möjlighet till salta bad finns vid Grandefjaera. Leksvik erbjuder fantastiska fiskemöjligheter i sjö och älv, och underbara vandringsmöjligheter på fjället.
Den 17 juni 2016 blev det bestämt att kommunen skulle slås samman med angränsande Rissa kommun till en gemensam kommun. Den 1 januari 2018 bildades Indre Fosens kommun genom en sammanslagning av de båda kommunerna.